# Hoàng hậu La Mã Thần thánh

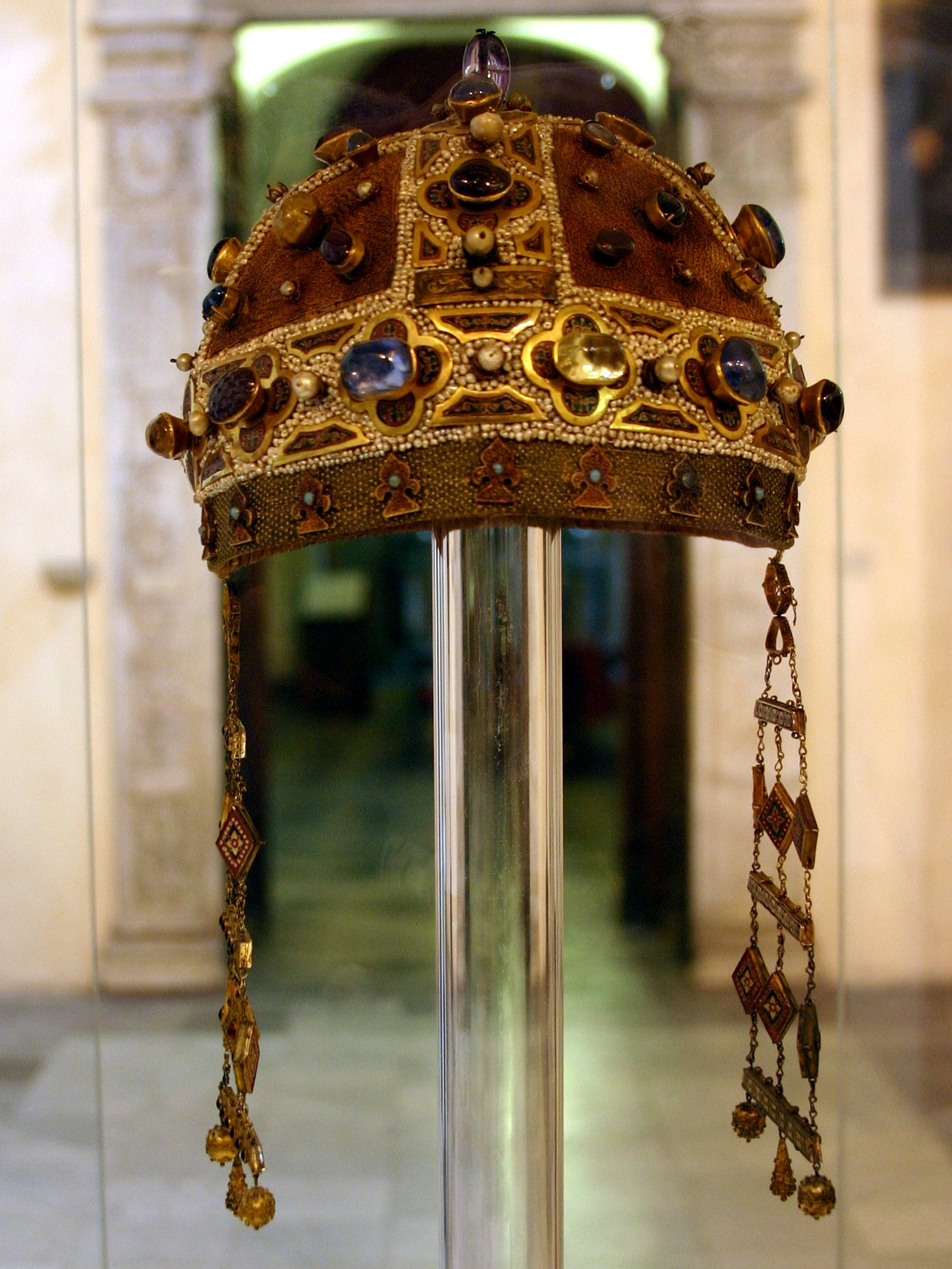
Hậu miện của Constance xứ Aragon.

Hoàng hậu của La Mã thần thánh (tiếng Latinh: Romanorum Imperatrix; tiếng Đức: Römisch-deutscher Kaiserin hoặc Kaiserin des Heiligen Römischen Reiches; tiếng Anh: Holy Roman Empress) là danh hiệu dành cho phối ngẫu của Hoàng đế La Mã Thần thánh.
Cuộc tuyển cử bầu chọn của các Tuyển hầu tước chỉ dùng để bầu chọn Hoàng đế, còn vị hôn phối của Hoàng đế sau đó sẽ được sắc phong theo chồng mình chứ không qua bất kì cuộc tuyển bầu nào cả. Và vì ngôi vị Hoàng đế La Mã Thần thánh chỉ dành cho nam giới, nên trong lịch sử chưa bao giờ có một Nữ hoàng của Thánh chế La Mã, trừ những người giữ vai trò nhiếp chính như Theophanu và Maria Theresia của Áo, những người đã dùng quyền lực của mình để cai trị như một quân chủ.
Trước năm 924, tước vị Hoàng đế La Mã thần thánh thường không gắn kết với Vương hiệu của Vương quốc Đức, trong một thời kì có thể vừa có Hoàng đế La Mã và vừa có Quốc vương Đức với thế lực hoàn toàn khác nhau. Kể từ năm 962, với sự chuyên chế của Otto II trong việc sử dụng Hoàng vị, tước hiệu Hoàng đế La Mã Thần thánh luôn đi kèm với tước vị Quốc vương nước Đức (King of Germany). Từ đó, Hoàng hậu của Thánh chế La Mã cũng được nhận thêm danh hiệu Vương hậu nước Đức (Queen of Germany).

## Nhà Caroling
| Chân dung   | Tên                                                                     | Phụ thân                                             | Ngày sinh      | Ngày kết hôn              | Trở thành Vương hậu                                                                      | Trở thành Hoàng hậu | Kết thúc Hậu/Vương vị | Ngày mất                | Hôn phối             |
| ----------- | ----------------------------------------------------------------------- | ---------------------------------------------------- | -------------- | ------------------------- | ---------------------------------------------------------------------------------------- | --- | --- | ----------------------- | -------------------- |
| không khung | Ermengarde xứ Hesbaye (Vương hậu của người Frank, Hoàng hậu)            | Ingerman, Bá tước xứ Hesbaye (Nhà Robert)            | k. 778/780     | k. 794                    | Vương hậu xứ Aquitaine 794/795 Vương hậu của người Frank 28 tháng 1 năm 884              | 813 (Chồng cai trị với tư cách đống Hoàng đế) 28 tháng 1 năm 814 (Chồng cai trị với tư cách Hoàng đế đơn nhất)                     | 3 tháng 10 năm 818 | 3 tháng 10 năm 818      | Ludwig I             |
| không khung | Judith xứ Bayern (Vương hậu của người Frank, Hoàng hậu)                 | Welf, Bá tước xứ Altdorf (Nhà Tiền Welfs)            | k. 795/797/807 | Tháng 2/ Tháng 12 năm 819 | Tháng 2/ Tháng 12 năm 819                                                                | Tháng 2/ Tháng 12 năm 819 | 20 tháng 1 năm 840 Chồng băng hà                                                                                               | 19 tháng 4 năm 843      | Ludwig I             |
|             | Ermengarde xứ Tours (Vương hậu của Ý và Trung Francia, Hoàng hậu)       | Hugues, Bá tước xứ Tours (Nhà Tiền Welfs)            | ? (k.804/805)  | 15 tháng 10 năm 821       | Vương hậu của Ý 15 tháng 10 năm 821 Vương hậu Trung Francia 843                          | 15 tháng 10 năm 821 (?) (Chồng cai trị với tư cách đống Hoàng đế) 20 tháng 6 năm 841 (Chồng cai trị với tư cách Hoàng đế đơn nhất) | 20 tháng 3 năm 851 | 20 tháng 3 năm 851      | Lothar I             |
|             | Engelberga xứ Parma (Vương hậu của Ý, Hoàng hậu)                        | Adelchi I, Bá tước xứ Spoleto (Nhà Suppone)          | ?              | 5 tháng 10 năm 851        | Vương hậu của Ý 5 tháng 10 năm 851                                                       | 5 tháng 10 năm 851 (?) (Chồng cai trị với tư cách đống Hoàng đế) 6 tháng 4 năm 850 (Chồng cai trị với tư cách Hoàng đế đơn nhất)   | 12 tháng 8 năm 875 Chồng băng hà                                                                                               | Khoảng giữa 896 và 901  | Ludwig II            |
| không khung | Richilde xứ Provence (Vương hậu của Tây Francia, Hoàng hậu)             | Bivin, Bá tước xứ Ardennes (Nhà Boso)                | k. 845         | 22 tháng 1 năm 870        | Vương hậu Tây Francia 22 tháng 1 năm 870                                                 | 25 tháng 12 năm 875 | 6 tháng 10 năm 877 Chồng băng hà                                                                                               | 2 tháng 6 năm 910       | Karl Hói             |
| không khung | Richardis (Vương hậu của người Frank, Hoàng hậu)                        | Erchanger, Bá tước xứ Nordgau (Nhà Alaholf)          | k. 840         | 862                       | Tại nhiều thời điểm khác nhau                                                            | 12 tháng 2 năm 881 | Nữ hoàng: 11 tháng 11 năm 887 Chồng thoái vị để trở thành vua Hoàng hậu: 6 tháng 4 năm 850 Chồng băng hà                       | 18 tháng 9 năm 904 –906 | Karl Mập             |
|             | Ageltrude (Vương hậu của Ý, Hoàng hậu)                                  | Adelchi, Công tước xứ Benevento                      | ?              | Đầu những năm 880         | Vương hậu của Ý 16 tháng 2 năm 851                                                       | 21 tháng 2 năm 981 | 12 tháng 12 năm 891 Chồng băng hà                                                                                              | 27 tháng 8 năm 923      | Guido III xứ Spoleto |
|             | Ota                                                                     | Berengar I xứ Neustria (Nhà Konrad)                  | k. 874         | k. 888                    | k. 888                                                                                   | 22 tháng 2 năm 896 | 8 tháng 12 năm 899 Chồng băng hà                                                                                               | Sau 30 tháng 11 năm 903 | Arnolf xứ Kärnten    |
|             | Anna của Constantinople (?) (Vương hậu của Ý và xứ Provence, Hoàng hậu) | Leo VI (Nhà Makedonia)                               | k. 888         | 900                       | Vương hậu xứ Provence 900 Vương hậu Ý 5 tháng 10 năm 900                                 | 15/22 tháng 10 năm 901 | Tại Ý: 21 tháng 7 năm 905 Thua trận trước Berengario xứ Friuli và bị buộc phải nhường lại ngôi vị cho ông này Xứ Provence: 912 | k. 912                  | Ludovico của Ý       |
|             | Bertila xứ Spoleto (Vương hậu của Ý, Hoàng hậu)                         | Suppo II, Bá tước xứ Parma (Nhà Suppo)               | k. 860         | 870s                      | Vương hậu Ý 6 tháng 1 năm 888 (Lần 1) 15 tháng 10 năm 899 (Lần 2) Mùa hè năm 899 (Lần 3) | 3 tháng 12 năm 915 | Tháng 12 năm 915 | Tháng 12 năm 915        | Berengario I của Ý   |
|             | Ana xứ Provence (Vương hậu của Ý, Hoàng hậu)                            | Louis Mù, Hoàng đế, Vua của Ý và Provence (Nhà Boso) | ?              | Tháng 12 năm 915          | Tháng 12 năm 915                                                                         | Tháng 12 năm 915 | 7 tháng 4 năm 924 Chồng băng hà                                                                                                | Sau tháng 5 năm 930     | Berengario I của Ý   |
| Chân dung   | Tên                                                                     | Phụ thân                                             | Ngày sinh      | Ngày kết hôn              | Trở thành Vương hậu                                                                      | Trở thành Hoàng hậu | Kết thúc Hậu/Vương vị | Ngày mất                | Hôn phối             |

## Nhà Otto[1]
| Chân dung   | Tên                      | Phụ thân                                  | Ngày sinh  | Ngày kết hôn             | Trở thành Vương hậu                                        | Trở thành Hoàng hậu | Kết thúc Hậu/Vương vị             | Ngày mất            | Hôn phối    |
| ----------- | ------------------------ | ----------------------------------------- | ---------- | ------------------------ | ---------------------------------------------------------- | --- | --------------------------------- | ------------------- | ----------- |
| không khung | Adelaide của Ý           | Rodolphe II xứ Bourgogne (Nhà Tiền Welfs) | k. 931     | 23 tháng 9 năm 951       | 23 tháng 9 năm 951                                         | 2 tháng 12 năm 962 (Ngày trao vương miện) Nhiếp chính cho cháu là Otto III cho đến khi trưởng thành                                                                | 7 tháng 5 năm 973 Chồng băng hà   | 16 tháng 12 năm 999 | Otto I      |
| không khung | Theophano của Đông La Mã | Konstantinos Skleros                      | k. 955/960 | 14 tháng 4 năm 972       | 14 tháng 4 năm 972                                         | 14 tháng 4 năm 972 (Chồng cai trị với tư cách là đồng hoàng đế) 7 tháng 5 năm 973 (Chồng cai trị với tư cách hoàng đế đơn nhất) Trao vương miện 14 tháng 4 năm 972 | 7 tháng 12 năm 983 Chồng băng hà  | 15 tháng 6 năm 991  | Otto II     |
| không khung | Kunigunde xứ Luxembourg  | Siegfried xứ Luxembourg (Nhà Tiền Welfs)  | k. 975/980 | Sau năm 995 hoặc năm 999 | 17 tháng 6 năm 1002 *Trao vương miện: 10 tháng 8 năm 1002) | 14 tháng 2 năm 1014 | 13 tháng 7 năm 1024 Chồng băng hà | 3 tháng 10 năm 1033 | Heinrich II |
| Chân dung   | Tên                      | Phụ thân                                  | Ngày sinh  | Ngày kết hôn             | Trở thành Vương hậu                                        | Trở thành Hoàng hậu | Kết thúc Hậu/Vương vị             | Ngày mất            | Hôn phối    |

## Nhà Salian
| Chân dung   | Tên                | Phụ thân                                           | Ngày sinh                                                   | Ngày kết hôn           | Trở thành Vương hậu | Trở thành Hoàng hậu  | Kết thúc Hậu/Vương vị             | Ngày mất             | Hôn phối     |
| ----------- | ------------------ | -------------------------------------------------- | ----------------------------------------------------------- | ---------------------- | ------------------- | -------------------- | --------------------------------- | -------------------- | ------------ |
| không khung | Gisela xứ Schwaben | Hermann II, Công tước xứ Schwaben (Nhà Konrad)     | 11 tháng 11 năm 898/13 tháng 11 năm 990/11 tháng 11 năm 999 | Trước tháng 1 năm 1017 | 21 tháng 9 năm 1024 | 26 tháng 3 năm 1027  | 4 tháng 6 năm 1039 Chồng băng hà  | 15 tháng 2 năm 1043  | Konrad II    |
| không khung | Agnès xứ Poitiers  | Guillaume V, Công tước xứ Aquitaine (Nhà Poitiers) | Những năm 1200                                              | 15 tháng 2 năm 1043    | 15 tháng 2 năm 1043 | 25 tháng 12 năm 1046 | 5 tháng 10 năm 1056 Chồng băng hà | 14 thán 12 năm 1077  | Heinrich III |
| không khung | Berta xứ Savoia    | Oddone xứ Savoia (Nhà Savoia)                      | 21 tháng 9 năm 1051                                         | 13 tháng 7 năm 1066    | 13 tháng 7 năm 1066 | 31 tháng 3 năm 1084  | 27 tháng 12 năm 1087              | 27 tháng 12 năm 1087 | Heinrich IV  |
|             | Eupraxia của Kiev  | Vsevolod I, Đại vương công xứ Kiev (Nhà Rurik)     | k. 1067                                                     | 14 tháng 8 năm 1089    | 14 tháng 8 năm 1089 | 14 tháng 8 năm 1089  | 31 tháng 12 năm 1105              | 10 tháng 7 năm 1109  | Heinrich IV  |
| không khung | Matilda của Anh    | Henry I của Anh (Vương tộc Normandy)               | k. 7 tháng 2 năm 1102                                       | 7 tháng 1 năm 1114     | 7 tháng 1 năm 1114  | 7 tháng 1 năm 1114   | 23 tháng 5 năm 1125 Chồng băng hà | 10 tháng 9 năm 1167  | Heinrich V   |
| Chân dung   | Tên                | Phụ thân                                           | Ngày sinh                                                   | Ngày kết hôn           | Trở thành Vương hậu | Trở thành Hoàng hậu  | Kết thúc Hậu/Vương vị             | Ngày mất             | Hôn phối     |

## Nhà Supplinburg
| Chân dung | Tên                  | Phụ thân                                          | Ngày sinh    | Ngày kết hôn | Trở thành Vương hậu | Trở thành Hoàng hậu | Kết thúc Hậu/Vương vị             | Ngày mất            | Hôn phối   |
| --------- | -------------------- | ------------------------------------------------- | ------------ | ------------ | ------------------- | ------------------- | --------------------------------- | ------------------- | ---------- |
|           | Richenza xứ Northeim | Heinrich, Phiên hầu tước xứ Frisia (Nhà Nordheim) | k. 1087/1089 | 1100         | 30 tháng 8 năm 1125 | 4 tháng 6 năm 1133  | 4 tháng 12 năm 1137 Chồng băng hà | 10 tháng 6 năm 1041 | Lothar III |

## Nhà Staufer
| Chân dung   | Tên                                 | Phụ thân                                     | Ngày sinh           | Ngày kết hôn           | Trở thành Vương hậu    | Trở thành Hoàng hậu | Kết thúc Hậu/Vương vị | Ngày mất             | Hôn phối    |
| ----------- | ----------------------------------- | -------------------------------------------- | ------------------- | ---------------------- | ---------------------- | ------------------- | --------------------- | -------------------- | ----------- |
| không khung | Beatrice I, Nữ Bá tước xứ Bourgogne | Renaud III, Bá tước xứ Bourgogne (Nhà Ivrea) | k. 1143             | 17 tháng 6 năm 1156    | 9 tháng 10 năm 1156    | 1 tháng 8 năm 1167  | 15 tháng 11 năm 1184  | 15 tháng 11 năm 1184 | Friedrich I |
| không khung | Costanza, Nữ vương của Sicilia      | Ruggeru II, Vua của Sicilia (Nhà Hauteville) | 2 tháng 11 năm 1154 | 21/27 tháng 1 năm 1186 | 21/27 tháng 1 năm 1186 | 14 tháng 4 năm 1191 | 27 tháng 11 năm 1198  | 27 tháng 11 năm 1198 | Heinrich VI |

## Nhà Welf
| Chân dung   | Tên                 | Phụ thân                                      | Ngày sinh          | Ngày kết hôn        | Trở thành Vương hậu | Trở thành Hoàng hậu | Kết thúc Hậu/Vương vị                  | Ngày mất                              | Hôn phối |
| ----------- | ------------------- | --------------------------------------------- | ------------------ | ------------------- | ------------------- | ------------------- | -------------------------------------- | ------------------------------------- | -------- |
| không khung | Beatrix xứ Schwaben | Philipp xứ Schwaben (Nhà Staufer)             | Tháng 4/6 năm 1198 | 22 tháng 7 năm 1212 | 22 tháng 7 năm 1212 | 22 tháng 7 năm 1212 | 11 tháng 8 năm 1212                    | 11 tháng 8 năm 1212                   | Otto IV  |
| không khung | Maria xứ Brabant    | Hendrik I, Công tước xứ Brabant (Nhà Reinier) | k. 1190            | 19 tháng 5 năm 1214 | 19 tháng 5 năm 1214 | 19 tháng 5 năm 1214 | 25 tháng 7 năm 1215 Chồng bị phế truất | Giữa 9 tháng 3 và 14 tháng 6 năm 1260 | Otto IV  |

## Nhà Staufer
| Chân dung   | Tên                       | Phụ thân                                         | Ngày sinh                          | Ngày kết hôn        | Trở thành Vương hậu                                                                     | Trở thành Hoàng hậu  | Kết thúc Hậu/Vương vị                                                  | Ngày mất                                                         | Hôn phối     |
| ----------- | ------------------------- | ------------------------------------------------ | ---------------------------------- | ------------------- | --------------------------------------------------------------------------------------- | -------------------- | ---------------------------------------------------------------------- | ---------------------------------------------------------------- | ------------ |
| không khung | Constança của Aragón      | Alifonso II, Vua của Aragón (Nhà Barcelona)      | Giữa ngày 1 và 25 tháng 3 năm 1157 | 15 tháng 8 năm 1209 | 9 tháng 12 năm 1212 (Chồng là vua đối lập) 5 tháng 7 năm 1215 (Chồng là vua chính thức) | 22 tháng 10 năm 1210 | 23 tháng 4 năm 1220 Thoái vị Vương hậu Đức: Con trai được chọn làm vua | 23 tháng 5 năm 1222 Tước hiệu Hoàng hậu kết thúc khi bà qua đời. | Friedrich II |
| không khung | Isabelle II của Jerusalem | Jean xứ Brienne, Vua của Jerusalem (Nhà Brienne) | 1212                               | 9 tháng 11 năm 1225 | 9 tháng 11 năm 1225                                                                     | 9 tháng 11 năm 1225  | 4 tháng 5 năm 1228                                                     | 4 tháng 5 năm 1228                                               | Friedrich II |
| không khung | Isabella của Anh          | John, Vua của Anh (Nhà Plantagenet)              | 1214                               | 15 tháng 7 năm 1225 | 15 tháng 7 năm 1225                                                                     | 15 tháng 7 năm 1225  | 1 tháng 12 năm 1241                                                    | 1 tháng 12 năm 1241                                              | Friedrich II |
| Chân dung   | Tên                       | Phụ thân                                         | Ngày sinh                          | Ngày kết hôn        | Trở thành Vương hậu                                                                     | Trở thành Hoàng hậu  | Kết thúc Hậu/Vương vị                                                  | Ngày mất                                                         | Hôn phối     |

## Nhà Wittelsbach
| Chân dung | Tên                                  | Phụ thân                                   | Ngày sinh           | Ngày kết hôn        | Trở thành Vương hậu | Trở thành Hoàng hậu | Kết thúc Hậu/Vương vị | Ngày mất            | Hôn phối  |
| --------- | ------------------------------------ | ------------------------------------------ | ------------------- | ------------------- | ------------------- | ------------------- | --------------------- | ------------------- | --------- |
|           | Margaretha II, Nữ Bá tước xứ Hainaut | Willem I, Bá tước xứ Hainaut (Nhà Avesnes) | 24 tháng 6 năm 1310 | 26 tháng 2 năm 1324 | 26 tháng 2 năm 1324 | 26 tháng 2 năm 1324 | 11 tháng 10 năm 1347  | 23 tháng 6 năm 1356 | Ludwig IV |

## Nhà Luxemburg
| Chân dung   | Tên                     | Phụ thân                                       | Ngày sinh         | Ngày kết hôn        | Trở thành Vương hậu                 | Trở thành Hoàng hậu | Kết thúc Hậu/Vương vị              | Ngày mất                                  | Hôn phối  |
| ----------- | ----------------------- | ---------------------------------------------- | ----------------- | ------------------- | ----------------------------------- | ------------------- | ---------------------------------- | ----------------------------------------- | --------- |
| không khung | Anna xứ Świdnicka       | Henryk II xứ Świdnica (Nhà Piastów)            | 1339              | 27 tháng 5 năm 1353 | 9 tháng 2 năm 1354                  | 5 tháng 4 năm 1355  | 11 tháng 7 năm 1362                | 11 tháng 7 năm 1362                       | Karl IV   |
| không khung | Elisabeth xứ Pommerania | Bogislaw V, Công tước xứ Pommern (Nhà Greifen) | k. 1345/1346/1347 | 21 tháng 5 năm 1363 | 21 tháng 5 năm 1363                 | 1 tháng 11 năm 1368 | 29 tháng 11 năm 1378 Chồng băng hà | 14 tháng 2/15 tháng 2/15 tháng 4 năm 1393 | Karl IV   |
| không khung | Barbara xứ Cilli        | Hermann II, Bá tước xứ Cilli (Nhà Cilli)       | k. 1390/1392      | 6 tháng 12 năm 1405 | 8 tháng 11 năm 1401 Chồng được chộn | 31 tháng 5 năm 1433 | 9 tháng 12 năm 1437 Chồng băng hà  | 9 tháng 12 năm 1437 Chồng băng hà         | Sigismund |
| Chân dung   | Tên                     | Phụ thân                                       | Ngày sinh         | Ngày kết hôn        | Trở thành Vương hậu                 | Trở thành Hoàng hậu | Kết thúc Hậu/Vương vị              | Ngày mất                                  | Hôn phối  |

## Nhà Habsburg
| Chân dung | Tên                                              | Phụ thân                                                        | Ngày sinh            | Ngày kết hôn         | Trở thành Vương hậu                     | Trở thành Hoàng hậu                         | Kết thúc Hậu/Vương vị                 | Ngày mất             | Hôn phối      |
| --------- | ------------------------------------------------ | --------------------------------------------------------------- | -------------------- | -------------------- | --------------------------------------- | ------------------------------------------- | ------------------------------------- | -------------------- | ------------- |
|           | Leonor của Bồ Đào Nha                            | Duarte của Bồ Đào Nha (Nhà Aviz)                                | 18 tháng 9, 1434     | 16 tháng 3, 1452     | 16 tháng 3, 1452                        | 19 tháng 3, 1452                            | 3 tháng 9, 1467                       | 3 tháng 9, 1467      | Friedrich III |
|           | Bianca Maria của Milan                           | Galeazzo Maria, Công tước xứ Milan (Nhà Sforza)                 | 5 tháng 4, 1472      | 16 tháng 3, 1494     | 16 tháng 3, 1494                        | 4 tháng 2, 1508                             | 31 tháng 12, 1510                     | 31 tháng 12, 1510    | Maximilian I  |
|           | Isabella của Bồ Đào Nha                          | Manuel I của Bồ Đào Nha (Nhà Aviz)                              | 23 tháng 10, 1503    | 10 tháng 3, 1526     | 10 tháng 3, 1526                        | 24 tháng 2, 1530                            | 1 tháng 5, 1539                       | 1 tháng 5, 1539      | Karl V        |
|           | María của Tây Ban Nha                            | Hoàng đế Karl V (Nhà Habsburg)                                  | 21 tháng 6, 1528     | 13 tháng 9, 1548     | tháng 11, 1562 thời gian tuyển cử       | 25 tháng 7, 1564 lễ đăng quang của chồng    | 12 tháng 10, 1576 chồng băng hà       | 26 tháng 2 năm 1603  | Maximilian II |
|           | Anna xứ Tirol                                    | Ferdinand II, Đại vương công Áo (Nhà Habsburg)                  | 4 tháng 10, 1585     | 4 tháng 12 năm 1611  | 13 tháng 6 năm 1612 thời gian tuyển cử  | 13 tháng 6 năm 1612 thời gian tuyển cử      | 14 tháng 12 năm 1618                  | 14 tháng 12 năm 1618 | Matthias      |
|           | Eleonora xứ Mantua                               | Vincenzo I, Công tước xứ Mantua (Nhà Gonzaga)                   | 23 tháng 9, 1598     | 4 tháng 2 năm 1622   | 4 tháng 2 năm 1622                      | 4 tháng 2 năm 1622                          | 15 tháng 2 năm 1637 chồng băng hà     | 27 tháng 6 năm 1655  | Ferdinand II  |
|           | María Ana của Tây Ban Nha                        | Felipe III của Tây Ban Nha (Nhà Habsburg)                       | 18 tháng 8 năm 1606  | 20 tháng 2 năm 1631  | 22 tháng 12 năm 1636 thời gian tuyển cử | 15 tháng 2 năm 1637 lễ đăng quang của chồng | 13 tháng 5 năm 1646                   | 13 tháng 5 năm 1646  | Ferdinand III |
|           | Maria Leopoldina của Áo-Tirol                    | Leopold V, Đại vương công Áo (Nhà Habsburg)                     | 6 tháng 4 năm 1632   | 2 tháng 7 năm 1648   | 2 tháng 7 năm 1648                      | 2 tháng 7 năm 1648                          | 7 tháng 8 năm 1649                    | 7 tháng 8 năm 1649   | Ferdinand III |
|           | Eleonora xứ Mantua                               | Carlo II, Công tước xứ Nevers (Nhà Gonzaga)                     | 18 tháng 11 năm 1630 | 30 tháng 4 năm 1651  | 30 tháng 4 năm 1651                     | 30 tháng 4 năm 1651                         | ngày 2 tháng 4 năm 1657 chồng băng hà | 6 tháng 12 năm 1686  | Ferdinand III |
|           | Margarita Teresa của Tây Ban Nha                 | Felipe IV của Tây Ban Nha (Nhà Habsburg)                        | 12 tháng 7 năm 1651  | 12 tháng 12 năm 1666 | 12 tháng 12 năm 1666                    | 12 tháng 12 năm 1666                        | 12 tháng 3 năm 1673                   | 12 tháng 3 năm 1673  | Leopold I     |
|           | Claudia Felizitas của Áo                         | Ferdinand Karl của Ngoại Áo (Nhà Habsburg)                      | 30 tháng 5 năm 1653  | 15 tháng 10 năm 1673 | 15 tháng 10 năm 1673                    | 15 tháng 10 năm 1673                        | 8 tháng 4 năm 1676                    | 8 tháng 4 năm 1676   | Leopold I     |
|           | Eleonore Magdalene xứ Neuburg                    | Philipp Wilhelm, Tuyển hầu xứ Pfalz (Nhà Wittelsbach)           | 6 tháng 1 năm 1655   | 14 tháng 12 năm 1676 | 14 tháng 12 năm 1676                    | 14 tháng 12 năm 1676                        | 5 tháng 5 năm 1705 chồng băng hà      | 19 tháng 1 năm 1720  | Leopold I     |
|           | Wilhelmine Amalie xứ Braunschweig                | Johann Friedrich, Công tước xứ Braunschweig-Lüneburg (Nhà Welf) | 21 tháng 4 năm 1673  | 24 tháng 2 năm 1699  | 24 tháng 2 năm 1699                     | 5 tháng 5 năm 1705 chồng đăng quang         | 17 tháng 4 năm 1711 chồng băng hà     | 10 tháng 4 năm 1742  | Joseph I      |
|           | Elisabeth Christine xứ Braunschweig-Wolfenbüttel | Ludwig Rudolf, Công tước xứ Braunschweig-Lüneburg (Nhà Welf)    | 28 tháng 8 năm 1691  | 1 tháng 8 năm 1708   | tháng 12 năm 1711 thời gian tuyển cử    | tháng 12 năm 1711 thời gian tuyển cử        | 20 tháng 10 năm 1740 chồng băng hà    | 21 tháng 12 năm 1750 | Karl VI       |
| Chân dung | Tên                                              | Phụ thân                                                        | Ngày sinh            | Ngày kết hôn         | Trở thành Vương hậu                     | Trở thành Hoàng hậu                         | Kết thúc Hậu/Vương vị                 | Ngày mất             | Hôn phối      |

## Nhà Wittelsbach
| Chân dung | Tên                 | Phụ thân                         | Ngày sinh            | Ngày kết hôn        | Trở thành Vương hậu                    | Trở thành Hoàng hậu                    | Kết thúc Hậu/Vương vị             | Ngày mất             | Hôn phối |
| --------- | ------------------- | -------------------------------- | -------------------- | ------------------- | -------------------------------------- | -------------------------------------- | --------------------------------- | -------------------- | -------- |
|           | Maria Amalia của Áo | Hoàng đế Joseph I (Nhà Habsburg) | 22 tháng 10 năm 1701 | 5 tháng 10 năm 1722 | 24 tháng 1 năm 1742 thời gian tuyển cử | 24 tháng 1 năm 1742 thời gian tuyển cử | 20 tháng 1 năm 1745 chồng băng hà | 11 tháng 12 năm 1756 | Karl VII |

## Nhà Habsburg-Lothringen
| Chân dung | Tên                                | Phụ thân                                                      | Ngày sinh            | Ngày kết hôn        | Trở thành Vương hậu                    | Trở thành Hoàng hậu                         | Kết thúc Hậu/Vương vị             | Ngày mất             | Hôn phối   |
| --------- | ---------------------------------- | ------------------------------------------------------------- | -------------------- | ------------------- | -------------------------------------- | ------------------------------------------- | --------------------------------- | -------------------- | ---------- |
|           | Maria Theresia của Áo              | Hoàng đế Karl VI (Vương tộc Habsburg)                         | 13 tháng 5 năm 1717  | 12 tháng 2 năm 1736 | 13 tháng 9 năm 1745 thời gian tuyển cử | 13 tháng 9 năm 1745 thời gian tuyển cử      | 18 tháng 8 năm 1765 chồng băng hà | 29 tháng 11 năm 1780 | Franz I    |
|           | Maria Josepha xứ Bayern            | Karl VII của Thánh chế La Mã (Nhà Wittelsbach)                | 30 tháng 3 năm 1739  | 23 tháng 1 năm 1765 | 23 tháng 1 năm 1765                    | 18 tháng 8 năm 1765 lễ đăng quang của chồng | 28 tháng 5 năm 1767               | 28 tháng 5 năm 1767  | Joseph II  |
|           | María Luisa của Tây Ban Nha        | Carlos III của Tây Ban Nha (Vương tộc Borbón)                 | 24 tháng 11 năm 1745 | 5 tháng 8 năm 1765  | 30 tháng 9 năm 1790 thời gian tuyển cử | 30 tháng 9 năm 1790 thời gian tuyển cử      | 1 tháng 3 năm 1792 chồng băng hà  | 15 tháng 5 năm 1792  | Leopold II |
|           | Maria Teresa của Napoli và Sicilia | Ferdinando I của Hai Sicilie (Vương tộc Borbone-Hai Siciilie) | 6 tháng 6 năm 1772   | 15 tháng 8 năm 1790 | 5 tháng 7 năm 1792 thời gian tuyển cử  | 5 tháng 7 năm 1792 thời gian tuyển cử       | 6 tháng 8 năm 1806 chồng thoái vị | 13 tháng 4 năm 1807  | Franz II   |
| Chân dung | Tên                                | Phụ thân                                                      | Ngày sinh            | Ngày kết hôn        | Trở thành Vương hậu                    | Trở thành Hoàng hậu                         | Kết thúc Hậu/Vương vị             | Ngày mất             | Hôn phối   |